# La parejita
La Parejita S.A. és una sèrie de còmic creada per Manel Fontdevila, que es publica des de 1995 a una pàgina setmanal de vuit o nou vinyetes a la revista espanyola El Jueves, després recopilada en àlbums. És protagonitzada per un jove matrimoni amb un fill petit en la qual es produeixen diferents situacions còmiques relacionades amb els temes dels pares primerencs, la vida matrimonial o les crisis dels trenta i quaranta anys.

## Antecedents
La Parejita va començar a forjar-se durant el servei militar de Maurici, a la pàgina de títol Emília/o publicada a la revista Puta Mili l'any 1993. En elles Maurici ha de realitzar el servei militar. Emília, sense poder separar-se d'ell, decideix fer-se passar per noi i ingressar gràcies a la seva amiga Puri, la funcionària. Les històries giren entorn de problemes com les revisions mèdiques, les constants mirades a les revistes porno amb pits XXL, les dutxes comunes, les escapades, el sexe sense que ningú ens vegi, els acudits masclistes, les batalletes, i un llarg etcètera.

## Argument
Tracta sobre una parella que, després d'un temps de festeig, decideixen anar-se'n a viure junts com a parella de fet. En les seves historietes, veiem la seva evolució: adquisició del pis, repartiment de tasques, cerca d'ocupacions, adquisició d'electrodomèstics com la televisió, l'ordinador, el mòbil, i fins i tot l'arribada d'un membre al seu pis: el seu fill Óscar, que arriba quan ja la sèrie està molt avançada. Grasset i una mica gandul, igual que el seu pare.
La parejita està formada per Maurici i Emília. Maurici és innocent, amant de les revistes pornogràfiques, obsessionat amb ser un gran cuiner (sobretot de paelles), però que sempre fracassa. Es creu un geni, però és bastant ximple. Al principi era repartidor de pizzes, però després va ascendir a treballar en una copisteria. Emília treballa en un gimnàs i adora explotar-li els granets al seu marit. Sempre aconsegueix derrotar el seu marit de forma irònica (encara que de tant en tant li deixa anar alguna plantofada o altra), demostrant-li qui porta els pantalons a la casa (encara que algunes vegades Maurici aconsegueix sortir-se amb la seva). Està obsessionada amb el tema de la cel·lulitis i el vestir bé, encara que de tant en tant s'esplaia recordant-li al seu marit els seus hemorroides i la seva futura calvície. Un dels temes principals de la sèrie és el sexe, mostrant-nos alguns gags que poden sorgir durant un orgasme. Un altre dels temes és una crítica cap a la societat actual, on veiem que són afectats per alguna dels costums que hi ha actualment: política, cerca de pis, demanar un crèdit, cerca d'ocupació, Espanya en general, la revolució tecnològica, etc. Encara que principalment representen els problemes que pot tenir una parella normal i corrent, sempre des d'un punt de vista còmic.
Entre els amics de Maurici i Emília, hi ha Carlitos, un gandul, amant del friki, que dubtosament sabem si sap llegir o no, fracassat amb les dones i que encara viu amb la seva mare. Elvira és la millor amiga d'Emilia i és molt viatgera, a part de ser físicament més atractiva que Emília (de tant en tant a Maurici li surten els ulls). També hi ha els pares de tots dos, que de tant en tant apareixen per la sèrie per proporcionar-los una ajuda econòmica, assistir a un menjar nadalenc o simplement veure com van les coses.

## Cinema/TV
La Parejita va ser portada a la televisió per Diagonal TV en 65 episodis de 5 minuts de durada, encarnada per Alejandro Cano i Alicia Rubio en 2 DVDs i actualment s'emet per YouTube setmanalment.
Anteriorment, l'any 2002 ja va ser adaptada amb el nom Ell i ella caracteritzada per Josep Julien i Ros i Cristina Solá, realitzada per Tauró TV i Diagonal TV utilitzant el mateix format que actualment de petits sketches/capítols de 5 minuts de durada i tenint per únics protagonistes a la popular parella als quals ocasionalment se sumen amics. Les escenes sempre permeten observar a tots dos, i si apareix un altre personatge, mai se li arriba a veure, ja que la càmera sempre enfoca des d'aquesta tercera persona. Està adaptada a França, Itàlia, Suècia i Grècia.

## Premis
- L'any 1996 va guanyar el premi al Millor Guió al Saló del Cómic de Barcelona
- L'any 2001 va ser nominada a la categoria de Millor Obra i Millor Guió

## Trajectòria editorial
S'han recopilat en diversos formats. Es van publicar els següents àlbums:
- Pendones i Nuevos Pendones del Humor:
  - 199x Emilio/a
  - 1998 La parejita - Colección Pendones del humor nº 141.[1]
  - 2001 Te amo... ¿puedes bajar la basura? - Colección Nuevos Pendones del humor nº 2.
  - 2001 La felicidad (y otras cosas que pueden suceder en un sofá) - Nuevos Pendones del humor nº 18.
  - 2004 Pegamento pasión - Nuevos Pendones del humor nº 36.
  - 2004 Hace el amor para sus fans - Nuevos Pendones del humor nº 50.
  - 2011 Locos y salvajes - Nuevos Pendones del Humor Altres col·leccions:
  - 200x La Parejita S.A. (bolsillo) - Clásicos El Jueves
  - 2004 La Parejita S.A. (tapa dura) - El Jueves colección Lo más mejor.
  - 2005 Amor sexo y turnos de limpieza (en blanco y negro formato bolsillo) - RBA Bosillo
  - 2007 Cazadores de ofertas - Colección RBA colección El Jueves (2).
  - 2008 Guía para padres desesperadamente inexpertos - Colección La Parejita (1).
  - 2008 Las mentiras más hermosas (en blanco y negro formato bolsillo) - RBA Bolsillo.
  - 2008 La Parejita Los Inicios - Luxury Gold Collection.
  - 2008 La Parejita Desarrollo y Reproducción - Luxury Gold Collection.
  - 2011 Somos padres, no personas - Colección La Parejita (3). Lo Más Mejor de La Parejita S.A. és un àlbum recopilatori que reuneix esborranys, dibuixos inèdits, les millors pàgines i una entrevista amb Manel Fontdevila (autor).